# サウジ証券取引所
サウジ証券取引所（サウジしょうけんとりひきじょ、アラビア語: السوق المالية السعودية）もしくは タダウル（アラビア語: تداول）はサウジアラビアの証券取引所。タダウルが、サウジアラビア資本市場法に基づく、閣僚特別委員会の登録を経て設立されたのは2007年3月19日のことであり、以来サウジアラビアにおける唯一の証券取引所となっているが、非公式の取引所としては1954年に設立されている。1970年代の上場企業は14社に過ぎなかった。1980年には記名株式を発行し、サウジアラビアの法人として公的な形式を整えた。2018年には自己規制法人となっている。2020年12月31日現在、203社が上場している。
2020年12月31日現在、立会時間は毎週日曜日から木曜日までの午前10時から午後3時10分である。タダウルは中東・北アフリカにおいて最大の株式市場であり、世界9番目の規模を有する株式市場とされている。
2017年2月26日には、上場要件を緩和した新興市場であるサウジパラレル市場が発足した。
代表的な株価指数であるタダウル全株指数の最高値は2006年2月25日に記録した20,634.86。
タダウルはIOSCO（証券監督者国際機構）の協力会員であり、WFE（国際取引所連合）とAFE（アラブ取引所連盟）に加盟している。The share capital of Tadawul is SAR 1.2 Bn divided into 120 million shares of equal value of SAR 10. 
タダウルの資本金はパブリック・インベストメンント・ファンドが全額出資している。証券決済センター（Muqassa）及び証券保管センター （Edaa）を完全子会社として保有する他、タダウル不動産会社の株式を20%保有している。

## 取引時間
取引日は、日曜日、月曜日、火曜日、水曜日、木曜日の週5日間であり、立会セッション時間は1日1回である。以下の表は、取引市場ごとの立会時間を示したものである（サウジアラビア標準時 UTC+3）。サウジアラビアの祝日であるサウジアラビア独立記念日、イード・アル＝アドハー、イド・アル＝フィトルは休場となる。
| 市場           | 開始時刻 | 終了時刻 |
| -------------- | -------- | -------- |
| 普通株         | 10:00 AM | 3:00 PM  |
| ETF            | 10:00 AM | 3:00 PM  |
| スクーク・債券 | 10:00 AM | 3:00 PM  |

## 年間騰落
以下の表は、2001年以降のタダウル全株指数の年間騰落の推移を示している。
| 年   | 終値      | 騰落ポイント | 騰落率（%） |
| ---- | --------- | ------------ | ----------- |
| 2001 | 2,430.11  |              |             |
| 2002 | 2,518.08  | 87.97        | 3.62        |
| 2003 | 4,437.58  | 1,919.50     | 76.23       |
| 2004 | 8,206.23  | 3,768.65     | 84.93       |
| 2005 | 16,712.64 | 8,506.41     | 103.66      |
| 2006 | 7,933.29  | −8,779.35    | −52.53      |
| 2007 | 11,175.96 | 3,242.67     | 40.87       |
| 2008 | 4,802.99  | −6,372.97    | −57.02      |
| 2009 | 6,121.76  | 1,318.77     | 27.46       |
| 2010 | 6,620.75  | 498.99       | 8.15        |
| 2011 | 6,418.13  | −202.62      | −3.06       |
| 2012 | 6,801.22  | 383.09       | 5.97        |
| 2013 | 8,536.60  | 1,734.38     | 25.50       |
| 2014 | 8,333.30  | −202.30      | −2.37       |
| 2015 | 6,911.76  | −1,421.54    | −17.06      |
| 2016 | 7,210.43  | 298.67       | 4.32        |
| 2017 | 7,226.32  | 15.89        | 0.22        |
| 2018 | 7,826.73  | 600.41       | 8.31        |
| 2019 | 8,389.23  | 562.50       | 7.19        |
| 2020 | 8,689.53  | 300.30       | 3.58        |